# The Writing’s on the Wall
The Writing’s on the Wall ist das zweite Studioalbum der US-amerikanischen R&B-Girlgroup Destiny’s Child. Es wurde im Juli 1999 bei ihrem Plattenlabel Columbia Records veröffentlicht.

## Geschichte
Das Album, das letzte im Original-Line-up, wurde u. a. von Missy Elliott, Kevin Briggs, Rodney Jerkins und Beyoncé produziert. Missy Elliott hatte ebenso einen Gastauftritt wie das R&B-Trio Next. Erstmals übernahm die Gruppe etwas kreative Mitgestaltung, wobei sie mit den Produzenten eng zusammenarbeitete. Bills, Bills, Bills und Bug a Boo gehörten zu den Stücken, die die Gruppe schrieb und produzierte.
Aus The Writing’s on the Wall wurden fünf Singles ausgekoppelt, von denen Bills, Bills, Bills, Say My Name, Jumpin’, Jumpin’ und Bug a Boo zu Nummer-eins-Hits wurden.

## Titelliste
1. Intro (The Writing’s on the Wall) (Beyoncé Knowles, LaTavia Roberson, Kelly Rowland, LeToya Luckett) – 2:05
2. So Good (Kevin "She’kspere" Briggs, Kandi Burruss, B. Knowles, L. Luckett, L. Roberson, K. Rowland) – 3:13
3. Bills, Bills, Bills (E. Phillips, Kandi, B. Knowles, L. Luckett, K. Rowland, L.Roberson) – 4:16
4. Confessions (feat. Missy Elliott) (M. Elliott, D. Holmes, G. Thomas) – 4:57
5. Bug a Boo (K. Briggs, Kandi, B. Knowles, L. Luckett, L. Roberson, K. Rowland) – 3:32
6. Temptation (Dwayne Wiggins, C. Wheeler, A. Ray, B. Knowles, K. Rowland, L. Luckett, L. Roberson) – 4:05
7. Now That She’s Gone (Chris Valentine, K. Fambro, D. Boynton, T. Geter, L. Simmons, A. Simmons) – 5:35
8. Where’d You Go (P. Status, C. Stokes, L. Roberson, L. Luckett, K. Rowland, B. Knowles) – 4:15
9. Hey Ladies (K. Briggs, Kandi, B. Knowles, L. Luckett, L. Roberson, K. Rowland) – 4:16
10. If You Leave (feat. Next) (T. Turman, R. L. Hugger, C. Elliot, O. Hunter) – 4:35
11. Jumpin’, Jumpin’ (R. Moore, Chad Elliot, B. Knowles) – 3:50
12. Say My Name (Rodney Jerkins, Fred Jerkins III, LaShawn Daniels, B. Knowles, L. Luckett, K. Rowland, L. Roberson) – 4:31
13. She Can’t Love You (K. Briggs, Kandi, B. Knowles, L. Luckett, K. Rowland, L. Roberson) – 4:04
14. Stay (Darryl Simmons) – 4:51
15. Sweet Sixteen (D. Wiggins, J. Watley, B. Knowles, K. Rowland) – 4:12
16. Outro (Amazing Grace... Dedicated to Andretta Tillman) – 2:38

## Rezeption
Für The Writing’s on the Wall wurden Destiny’s Child für sechs Grammys nominiert, darunter die Kategorien „Best R&B Performance by a Duo or Group with Vocals“ (zweimal), „Best R&B Song“ (zweimal) und „Record of the Year“ sowie „Song of the Year“.

## Kommerzieller Erfolg

### Chartplatzierungen
Das Album stieg auf Platz sechs der Billboard-200-Albumcharts ein.
| ChartsChartplatzierungen       | Höchstplatzierung | Wochen |
| ------------------------------ | ----------------- | ------ |
| Deutschland (GfK)              | 21 (57 Wo.)       | 57     |
| Österreich (Ö3)                | 18 (11 Wo.)       | 11     |
| Schweiz (IFPI)                 | 23 (72 Wo.)       | 72     |
| Vereinigte Staaten (Billboard) | 5 (99 Wo.)        | 99     |
| Vereinigtes Königreich (OCC)   | 10 (91 Wo.)       | 91     |

| ChartsJahrescharts (1999)    | Platzierung |
| ---------------------------- | ----------- |
| Vereinigtes Königreich (OCC) | 78          |

| ChartsJahrescharts (2000)    | Platzierung |
| ---------------------------- | ----------- |
| Vereinigtes Königreich (OCC) | 22          |

| ChartsJahrescharts (2001)    | Platzierung |
| ---------------------------- | ----------- |
| Vereinigtes Königreich (OCC) | 82          |

### Auszeichnungen für Musikverkäufe
Das Album erreichte am 6. November 2001 Achtfachplatin durch die Recording Industry Association of America (RIAA). Es verkaufte sich weltweit über 13 Millionen Mal.
| Land/Region                  | Auszeichnungen für Musikverkäufe (Land/Region, Auszeichnung, Verkäufe) | Verkäufe    |
| ---------------------------- | ---------------------------------------------------------------------- | ----------- |
| Australien (ARIA)            | 3× Platin                                                              | 210.000     |
| Belgien (BRMA)               | Platin                                                                 | (50.000)    |
| Dänemark (IFPI)              | 2× Platin                                                              | (40.000)    |
| Deutschland (BVMI)           | Gold                                                                   | (250.000)   |
| Europa (IFPI)                | 2× Platin                                                              | 2.000.000   |
| Frankreich (SNEP)            | 2× Gold                                                                | (200.000)   |
| Kanada (MC)                  | 5× Platin                                                              | 500.000     |
| Neuseeland (RMNZ)            | 3× Platin                                                              | 45.000      |
| Niederlande (NVPI)           | 2× Platin                                                              | (160.000)   |
| Norwegen (IFPI)              | Gold (Physisch) · + Platin (Digital)                                   | (45.000)    |
| Schweden (IFPI)              | Gold                                                                   | (40.000)    |
| Schweiz (IFPI)               | Gold                                                                   | (25.000)    |
| Vereinigte Staaten (RIAA)    | 8× Platin                                                              | 8.000.000   |
| Vereinigtes Königreich (BPI) | 3× Platin                                                              | (1.000.000) |
| Insgesamt                    | 6× Gold · 30× Platin ·                                                 | 10.755.000  |

Hauptartikel: Destiny’s Child/Auszeichnungen für Musikverkäufe